# Warme Pastritz
Die Warme Pastritz (tschechisch Teplá Bystřice) ist ein rechter Zufluss des Chamb in Tschechien und Deutschland. Der Abfluss verläuft weiter über den Regen und die Donau ins Schwarze Meer. Damit ist die Warme Pastritz ein Fluss vierter Ordnung.

## Verlauf
Die Teplá Bystřice entspringt am nördlichen Fuße des Čerchov (Schwarzkopf, 1042 m n.m.) im Oberpfälzer Wald. Ihre Quelle befindet sich östlich der Malinová hora (Beerenfels, 963 m n.m.) bzw. südlich des Černovrší (Schwarzeberg; 793 m n.m.) im Landschaftsschutzgebiet (CHKO) Český les. In unmittelbarer Nähe entspringen auch der Radbuzazufluss Čerchovka bzw. Černý potok und ein weiterer Černý potok, der in Bayern bei Höll als Schwarzbach in die Böhmische Schwarzach mündet.
Der Oberlauf führt zunächst in östlicher, dann südöstlicher Richtung durch das Waldgebiet Čerchovský les und wird östlich des Čerchov vom Pastritzkanal (Teplobystřický kanál) erfasst. Östlich des Malý Čerchov (988 m n.m.) und des Hochberges (957 m n.m.) ist das Tal der Teplá Bystřice einschließlich einiger kleiner Zuflüsse als Naturreservat Bystřice geschützt. 
Auf dem Sattel am Hochberg in einer Höhe von 541 m n.m. ⊙ wird der Pastritzkanal linksseitig von der Teplá Bystřice abgeleitet und am südlichen Fuße des Na Podkově (Am Hufeisen; 588 m n.m.) vorbei über die Europäische Hauptwasserscheide zwischen Donau und Elbe nach Osten zur Bystřice (Pastritz) und dann weiter zur Zubřina geführt. 
Südlich des Na Podkově ändert die Teplá Bystřice ihre Richtung nach Süden und fließt vorbei an Česká Kubice und Nová Kubice (Deutsch Kubitzen) durch Hamerský Mlýn, die Wüstung Pozorka (Gibacht), Dolní Folmava (Unter Vollmau) und die Wüstung Schmalzmühle. Bei Česká Kubice verlässt die Teplá Bystřice auf diesem Abschnitt das Landschaftsschutzgebiet Český les. Vorbei an Horní Folmava und der Wüstung Ovčí Vrch (Schafberg) erreicht die Teplá Bystřice in der Wüstung Šteflův Mlýn (Steffelmühle) beim Grenzübergang Folmava (Vollmau) die tschechisch-deutsche Grenze und bildet auf einer Länge von 600 Metern den Grenzbach. Danach fließt die Warme Pastritz auf deutsches Gebiet. Ihr Unterlauf führt am westlichen Fuße des Dieberg (639 m ü NN) vorbei an Höll, Dieberg, Schafberg und Sauberg; dabei wird der Bach südwestlich von Dieberg von der Bahnstrecke Plzeň–Furth im Wald überbrückt. Nach knapp zwölf Kilometern mündet die Warme Pastritz nordöstlich von Furth im Wald in den Chamb.
Der tschechische Anteil des Bachlaufes verläuft auf seiner gesamten Länge von 9,2 Kilometern durch den Naturpark Český les; das Einzugsgebiet der Teplá Bystřice umfasst in Tschechien 14,905 km². Durch Deutschland hat der Bach eine Länge von drei Kilometern.

## Geschichte
Bis zum 18. Jahrhundert gehörte das gesamte Tal der Warmen Pastritz zum Kurfürstentum Bayern. Nach dem Spanischen Erbfolgekrieg wurde der obere Teil des Tals 1707 an das Königreich Böhmen abgetreten.

## Abflüsse
- Pastritzkanal (l), auf dem Sattel am Hochberg